# Yichun
Yichun (en chino simplificado, 淳安县; pinyin, Yíchūn shì; literalmente, ‘agradable primavera’) es una ciudad-prefectura en la provincia de Jiangxi, en la República Popular China. Limita al norte con Xianning, al sur con Ji'an, al oeste con Pingxiang y al este con Xinyu. Su área es de 18 669 km² 50% de bosque, 35% montaña. Tiene una población total de más de 5 millones siendo el 99,5% de la Etnia han, pero muchas más minorías étnicas están presentes.
Un gran complejo deportivo con dos estadios se construyó en la década de 1990 y atrae a los equipos para las competiciones deportivas de toda China.

## Administración
La ciudad prefectura de Yichun está conformada por 10 localidades que se administran en 1 distrito urbano, 3 ciudades suburbanas  y 6 condados.
- Distrito Yuanzhou
- Ciudad Zhangshu
- Ciudad Fengcheng
- Ciudad Gao'an
- Condado Jing'an
- Condado Fengxin
- Condado Shanggao
- Condado Yifeng
- CondadoTonggu
- Condado Wanzai

## Economía
La agricultura es la industria principal, pero otras industrias de recursos naturales como la madera y la minería son muy importantes para la economía. Grandes depósitos minerales incluyen aluminio, oro, zinc y cobre. 
Yichun tiene estaciones de tren, vía que pasan desde Nanchang a Pekín.

## Historia
En la Dinastía Hann Yichun comenzó como un condado . Durante la Dinastía Sui Yichun fue promovida a ser una ciudad prefectura, llamada Yuanzhou. Yichun fue fundada en 1979 y ascendido a una ciudad regional en el 2000.

## Clima
Más de setenta y cinco por ciento del territorio de la ciudad es de colinas y montañas que disminuye desde el noroeste al sureste. 
La ciudad tiene un clima subtropical con cuatro estaciones bien diferentes. Su temperatura media anual es de 17.7c. las lluvias torrenciales son más frecuentes durante mayo y junio.
La temperatura media en el mes más frío es enero, con 5 Cº, y el mes más caluroso es julio, con 28 Cº de promedio.
| Parámetros climáticos promedio de Yichun (1971−2000) | Parámetros climáticos promedio de Yichun (1971−2000) | Parámetros climáticos promedio de Yichun (1971−2000) | Parámetros climáticos promedio de Yichun (1971−2000) | Parámetros climáticos promedio de Yichun (1971−2000) | Parámetros climáticos promedio de Yichun (1971−2000) | Parámetros climáticos promedio de Yichun (1971−2000) | Parámetros climáticos promedio de Yichun (1971−2000) | Parámetros climáticos promedio de Yichun (1971−2000) | Parámetros climáticos promedio de Yichun (1971−2000) | Parámetros climáticos promedio de Yichun (1971−2000) | Parámetros climáticos promedio de Yichun (1971−2000) | Parámetros climáticos promedio de Yichun (1971−2000) | Parámetros climáticos promedio de Yichun (1971−2000) |
| Mes                                                  | Ene.                                                 | Feb.                                                 | Mar.                                                 | Abr.                                                 | May.                                                 | Jun.                                                 | Jul.                                                 | Ago.                                                 | Sep.                                                 | Oct.                                                 | Nov.                                                 | Dic.                                                 | Anual                                                |
| ---------------------------------------------------- | ---------------------------------------------------- | ---------------------------------------------------- | ---------------------------------------------------- | ---------------------------------------------------- | ---------------------------------------------------- | ---------------------------------------------------- | ---------------------------------------------------- | ---------------------------------------------------- | ---------------------------------------------------- | ---------------------------------------------------- | ---------------------------------------------------- | ---------------------------------------------------- | ---------------------------------------------------- |
| Temp. máx. media (°C)                                | 9.2                                                  | 10.8                                                 | 14.9                                                 | 21.7                                                 | 26.6                                                 | 29.9                                                 | 33.4                                                 | 33.0                                                 | 28.7                                                 | 23.7                                                 | 17.9                                                 | 12.7                                                 | 21.9                                                 |
| Temp. mín. media (°C)                                | 2.5                                                  | 4.3                                                  | 7.9                                                  | 13.7                                                 | 18.3                                                 | 21.9                                                 | 24.1                                                 | 23.8                                                 | 20.2                                                 | 14.8                                                 | 8.9                                                  | 3.9                                                  | 13.7                                                 |
| Precipitación total (mm)                             | 83.0                                                 | 107.0                                                | 177.8                                                | 215.9                                                | 228.5                                                | 243.4                                                | 149.5                                                | 139.6                                                | 81.6                                                 | 86.0                                                 | 69.6                                                 | 48.0                                                 | 1629.9                                               |
| Días de precipitaciones (≥ 0.1 mm)                   | 15.5                                                 | 15.4                                                 | 19.5                                                 | 19.6                                                 | 18.3                                                 | 16.2                                                 | 13.4                                                 | 13.9                                                 | 10.9                                                 | 11.7                                                 | 10.3                                                 | 9.6                                                  | 174.3                                                |
| Fuente: Weather China                                |                                                      |                                                      |                                                      |                                                      |                                                      |                                                      |                                                      |                                                      |                                                      |                                                      |                                                      |                                                      |                                                      |

- Datos: Q363326
- Multimedia: Yichun, Jiangxi / Q363326